# 耶律喜孫
耶律喜孫（やりつ きそん、生没年不詳）は、遼（契丹）の政治家。字は盈隠。永興宮（国阿輦オルダ）の出身。

## 経歴
興宗が皇太子の位にあったとき、喜孫はその側近として補佐と教導にあたった。太平11年（1031年）、聖宗が死去すると、喜孫は馮家奴とともに仁徳蕭皇后と蕭浞卜らが反乱を計画していると誣告した。欽哀蕭皇后が皇太后となって称制すると、喜孫は最も重用された。
重熙年間、喜孫の子の耶律涅哥は興宗に近侍していたが、事件に連座して処刑された。興宗は喜孫に推戴の功績があり、その子が罪に落ちて死んだことを悼んで、喜孫に品部を統率させることとした。重熙7年（1038年）12月、喜孫は南府宰相に任じられた。重熙15年（1046年）に東北路詳穏として出向し、ほどなくして死去した。

## 伝記資料
- 『遼史』巻97 列伝第27